# Икунум
Икунум је био краљ Асирије у периоду око. 1934–1921. п.н.е. и син Илушуме . Подигао је храм бога Нинкигала . Ојачао је утврђења града Асура и одржао трговачке колоније у Малој Азији . 
1. ↑  Chen, Fei (2020). Study on the Synchronistic King list from Ashur. Leiden. ISBN 978-90-04-43092-1. OCLC 1152355809.
2. ↑  Rogers, Robert William (2003). A history of Babylonia and Assyria (3rd ed изд.). Long Beach, CA: Lost Arts Media. ISBN 1-59016-316-8. OCLC 51906078.
3. ↑  Wallenfels, Ronald; Bertman, Stephen (2004). „Handbook to Life in Ancient Mesopotamia”. Journal of the American Oriental Society. 124 (1): 133. ISSN 0003-0279. doi:10.2307/4132170.